# Kipanga FC
Der Kipanga FC ist ein sansibarischer Fußballverein. Er trägt seine Heimspiele im Kipanga Stadium aus.
Der Verein gewann 2000 die nationale Meisterschaft von Sansibar. Für eine Teilnahme an der CAF Champions League konnte sich der Verein nicht qualifizieren. Erst 2005 nahmen sie am CAF Confederation Cup teil, aber scheiterten dort bereits in der Vorrunde.

## Statistik in den CAF-Wettbewerben
| Wettbewerb                 | Runde    | Gegner                  | Hinspiel | Rückspiel |  |
| -------------------------- | -------- | ----------------------- | -------- | --------- |  |
|                            |          |                         |          |           |  |
| CAF Confederation Cup 2005 | Vorrunde | Kampala City Council FC | 1:1 (H)  | 0:1 (A)   |  |